# Издаја (филм из 2011)
Издаја (енгл. Haywire) амерички је акциони трилер из 2011. у режији Стивена Содерберга.

## Улоге
| Глумац           | Улога         |
| ---------------- | ------------- |
| Џина Карано      | Малори Кејн   |
| Јуан Макгрегор   | Кенет         |
| Мајкл Даглас     | Алекс Кобленц |
| Мајкл Фасбендер  | Пол           |
| Бил Пакстон      | Џон Кејн      |
| Ченинг Тејтум    | Арон          |
| Антонио Бандерас | Родриго       |
| Мајкл Ангарано   | Скот          |
| Матје Касовиц    | Стадер        |